# Na letišti
Na letišti je přírodní památka na jihozápadním okraji města Otrokovice v okrese Zlín. Oblast spravuje Agentura ochrany přírody a krajiny ČR. Jedná se slepé rameno řeky Moravy. Nachází se 1,5 km jihozápadně od železniční stanice v Otrokovicích, na jejichž katastrálním území se chráněné území nachází. Byla vyhlášena 4. července 1956 jako státní přírodní rezervace, 6. února 1997 byla přehlášena na přírodní památku. Předmětem ochrany jsou druhy vodních rostlin a živočichů.

## Geologie a půdy
Rameno je pozůstatkem původního říčního meandru, který byl oddělen při regulaci řeky. Na dně ramene je mocná vrstva bahna a detritu. Čistota vody je na úrovni horší alfa - mezosaprobity, jak tomu nasvědčuje hojný výskyt živočišných bioindikátorů pijavice hltanovky bahenní (Erpobdella octoculata) a korýška berušky vodní (Asellus aquaticus).

## Flóra
Hlavním důvodem pro vyhlášení státní přírodní rezervace (SPR) byl bohatý výskyt kotvice plovoucí (Trapa natans), která byla zařazena mezi kriticky ohrožené druhy ČR. Její populace ještě v 80. letech 20. století čítala okolo 300 exemplářů. Tato a další plovoucí rostliny byla rybáři postupně odstraněna, aby nepřekážela při rybolovu. Z vodních rostlin se zde dosud (2020) vyskytuje závitka mnohokořenná (Spirodela polyrhiza), voďanka žabí (Hydrocharis morsus-ranae), závitka mnohokořenná (Spirodela polyrhiza), lakušník vodní (Batrachium aquatile) a rdest kadeřavý (Potamogeton crispus). Také tyto rostliny jsou na ústupu. 
Ze vzácnějších rostlin v břehovém porostu, zde najdeme kosatec žlutý (Iris preudacorus), šmel okoličnatý (Butomus umbelatus), kruštík polabský (Epipactis albiens), zevar vzpřímený (Sparganium erectum), žabník jitrocelový (Alisma plantago-aquatica), šťovík koňský (Rumex hydrolapathum), šípatka vodní (Sagittaria sagittifolia), chrastice rákosovitá (Phalaris arundinacea), zblochan vodní (Glyceria maxima), sítina rozkladitá (Juncus effusus), nadmutice bobulnatá (Cucubalus baccifer), vrbina obecná (Lysimachia vulgaris) a další. Na mělčinách převažuje rákos obecný (Phragmites australis)
Ve stromovém a keřovém patře zde převažují vrba bílá (Salix alba), trnka obecná (Prunus spinosa), bez černý (Sambucus nigra), brslen evropský (Euonymus europaeus) a chmel otáčivý (Humulus lupulus).

## Fauna
V roce 1994 zde byl proveden zoologický průzkum, který byl zaměřen na vodní brouky. Z této skupiny zde bylo zjištěno 51 druhů. Na lokalitě se vedle běžných a široce rozšířených druhů stýkají prvky teplomilné fauny vodomil (Hydrochara flavipes) s představiteli zvířeny severnějších oblastí potápník (Hydaticus modestus). K významnějším nálezům patří i potápník (Graphoderus austriacus).
Z obojživelníků zde byly zjištěny následující druhy: čolek obecný (Triturus vulgaris), kuňka obecná (Bombina bombina), ropucha obecná (Bufo bufo), ropucha zelená (Bufo viridis) a skokan zelený (Pelophylax esculentus).
Z plazů zde najdeme užovku obojkovou (Natrix natrix).